# Thomas Pfyl
Thomas Pfyl est un skieur handisport suisse, né le 1er janvier 1987.

## Palmarès

### Jeux paralympiques
| Édition / Épreuve                   | Descente | Super-G | Slalom géant                           | Slalom                                | Combiné alpin                    |
| ----------------------------------- | -------- | ------- | -------------------------------------- | ------------------------------------- | -------------------------------- |
| Jeux paralympiques 2006 Turin       | 8e       | 4e      | Médaille de bronze, Jeux paralympiques | Médaille d'argent, Jeux paralympiques | Épreuve inexistante à cette date |
| Jeux paralympiques 2010 Vancouver   | 8e       | DNF     | 7e                                     | 7e                                    | 10e                              |
| Jeux paralympiques 2014 Sotchi      | 10e      | 15e     | 5e                                     | 8e                                    | DNS R2                           |
| Jeux paralympiques 2018 Pyeongchang | 9e       | 9e      | 9e                                     | 9e                                    | 7e                               |
| Jeux paralympiques 2022 Pékin       | —        | 7e      | DNF                                    |                                       | DNF                              |

Légende :
- : première place, médaille d'or
- : deuxième place, médaille d'argent
- : troisième place, médaille de bronze
- : pas d'épreuve
- — : non disputée par Thomas Pfyl
- DNF : N'a pas terminé
- DNS R2 : N'a pas pris le départ de la deuxième manche